# Nieuwendam

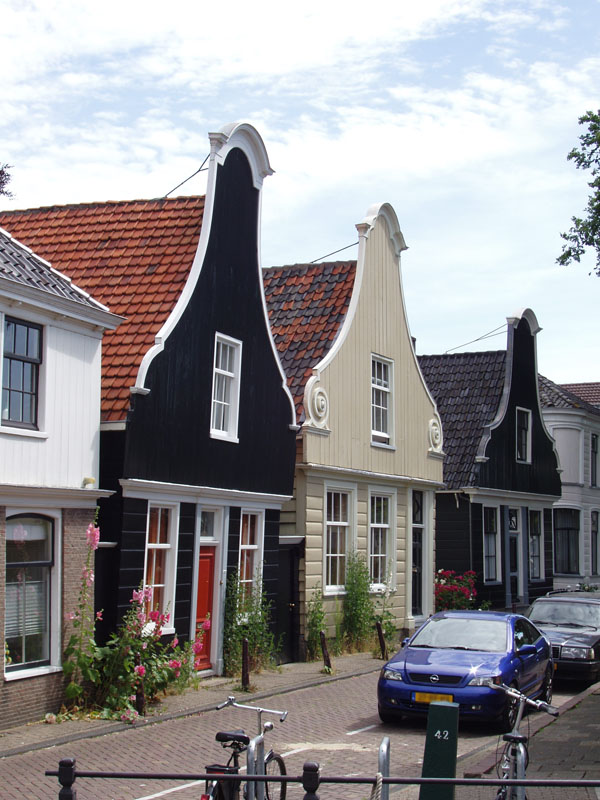
Kapiteinshemel: deze houten huizen aan de haven van Nieuwendam waren vroeger van kapiteins.

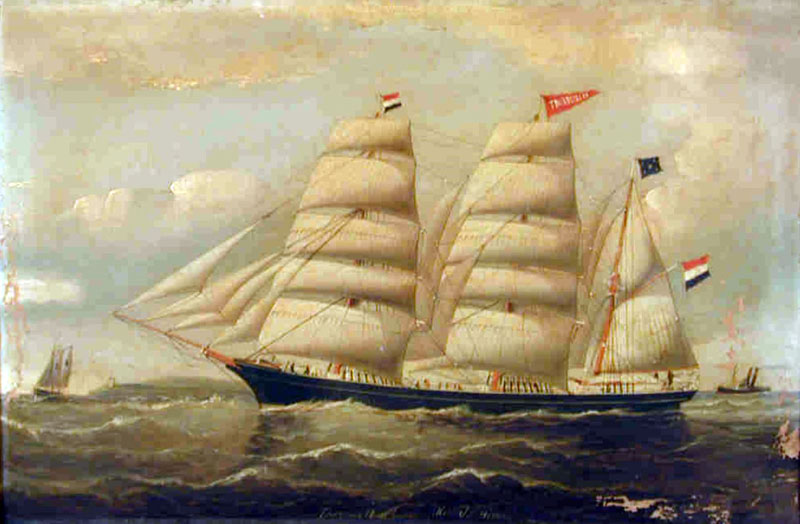
Clipperbarkschip Thorbecke VII gebouwd in 1885 in Nieuwendam (schilderij van W.H. Yorke, collectie Scheepvaartmuseum, Amsterdam).

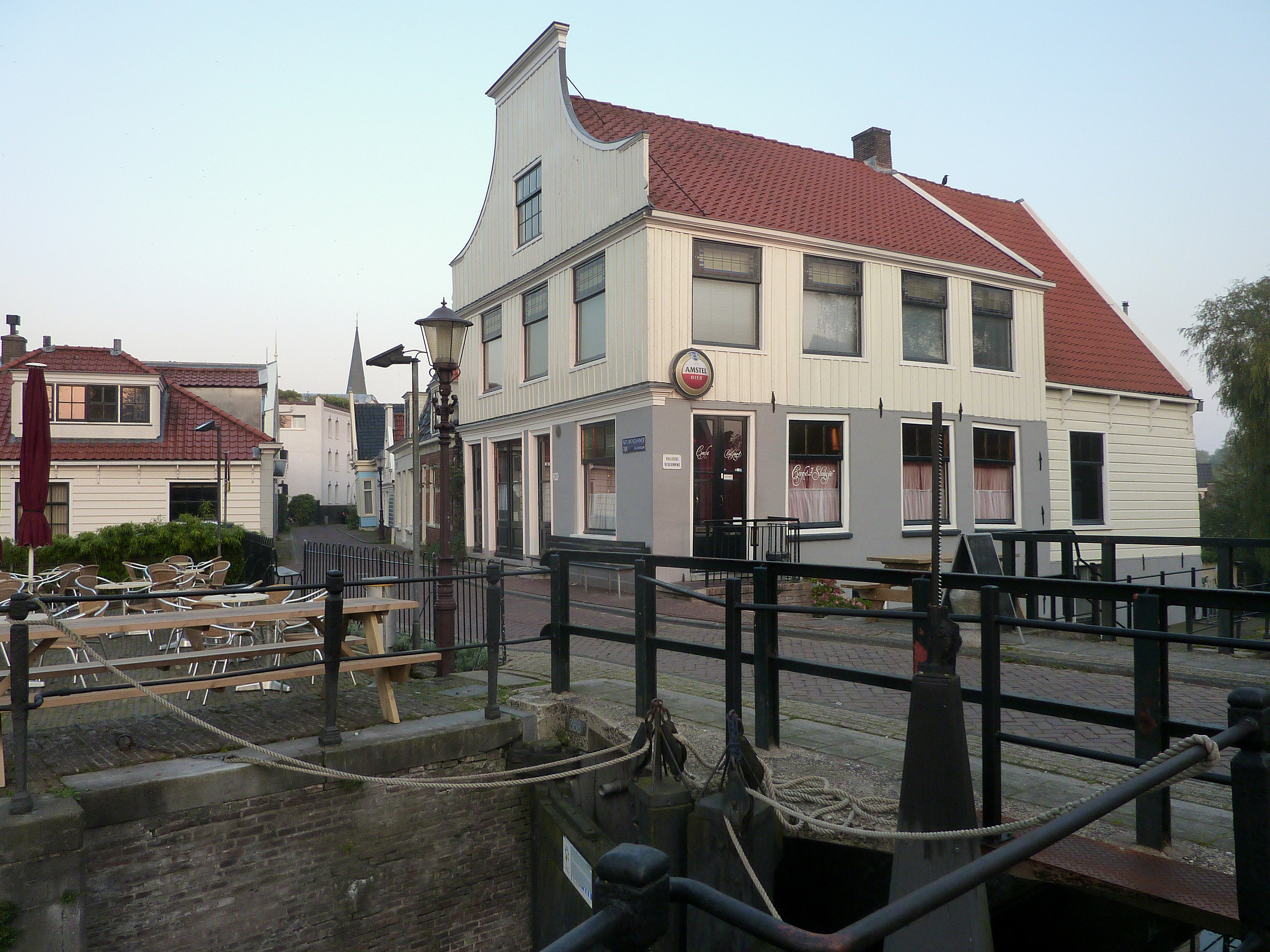
Café 't Sluisje naast het sluisje op de Nieuwendammerdijk.

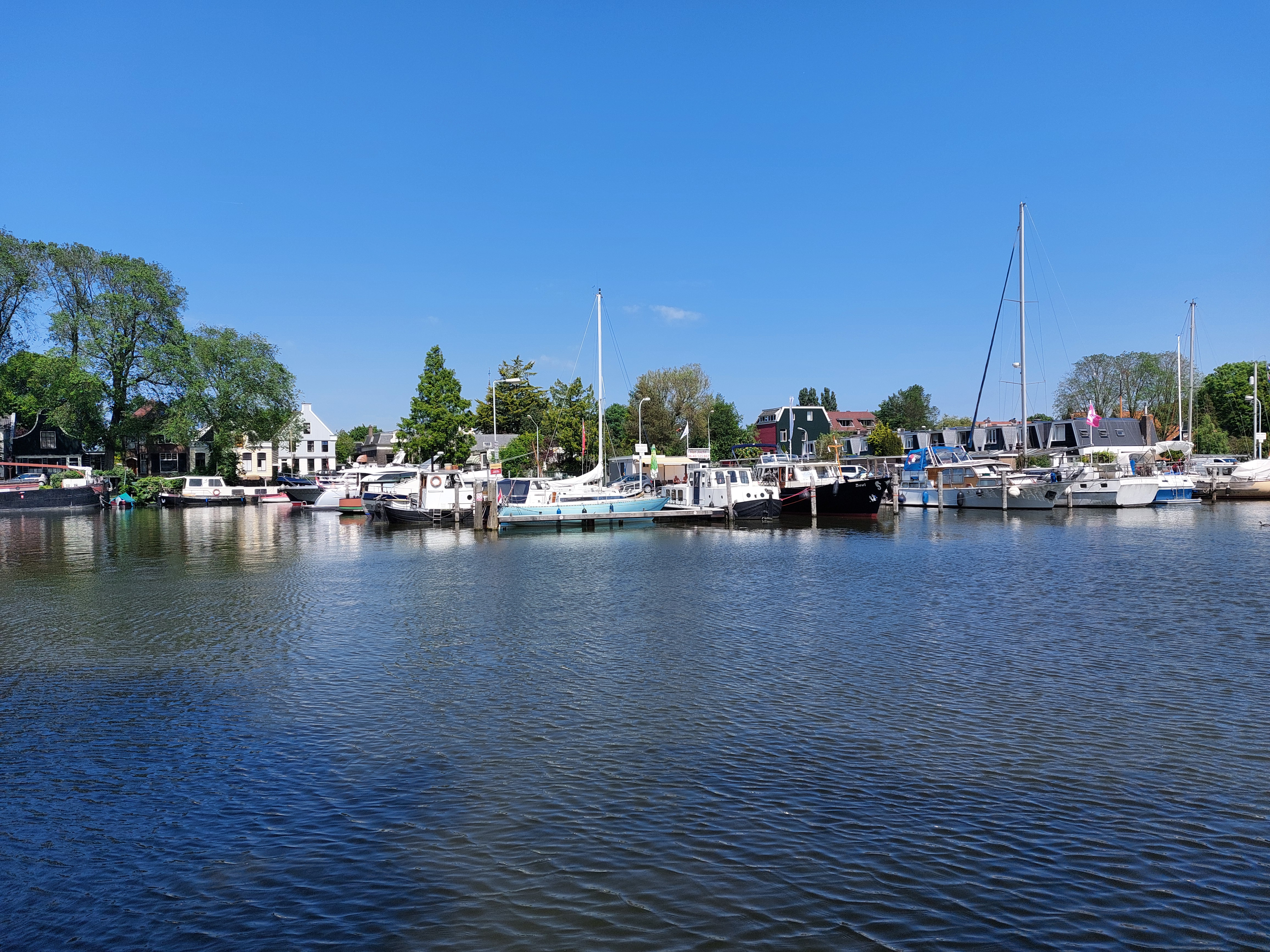
Haven van Nieuwendam in 2024

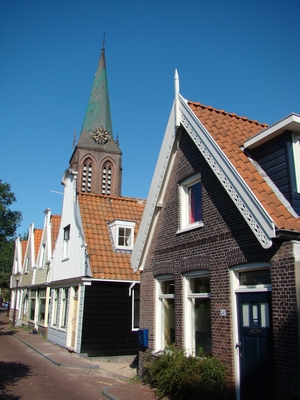
Aan de Nieuwendammerdijk staan veel oude houten huizen. De bakstenen gevel van het eerste huis is er rond 1900 voorgezet.

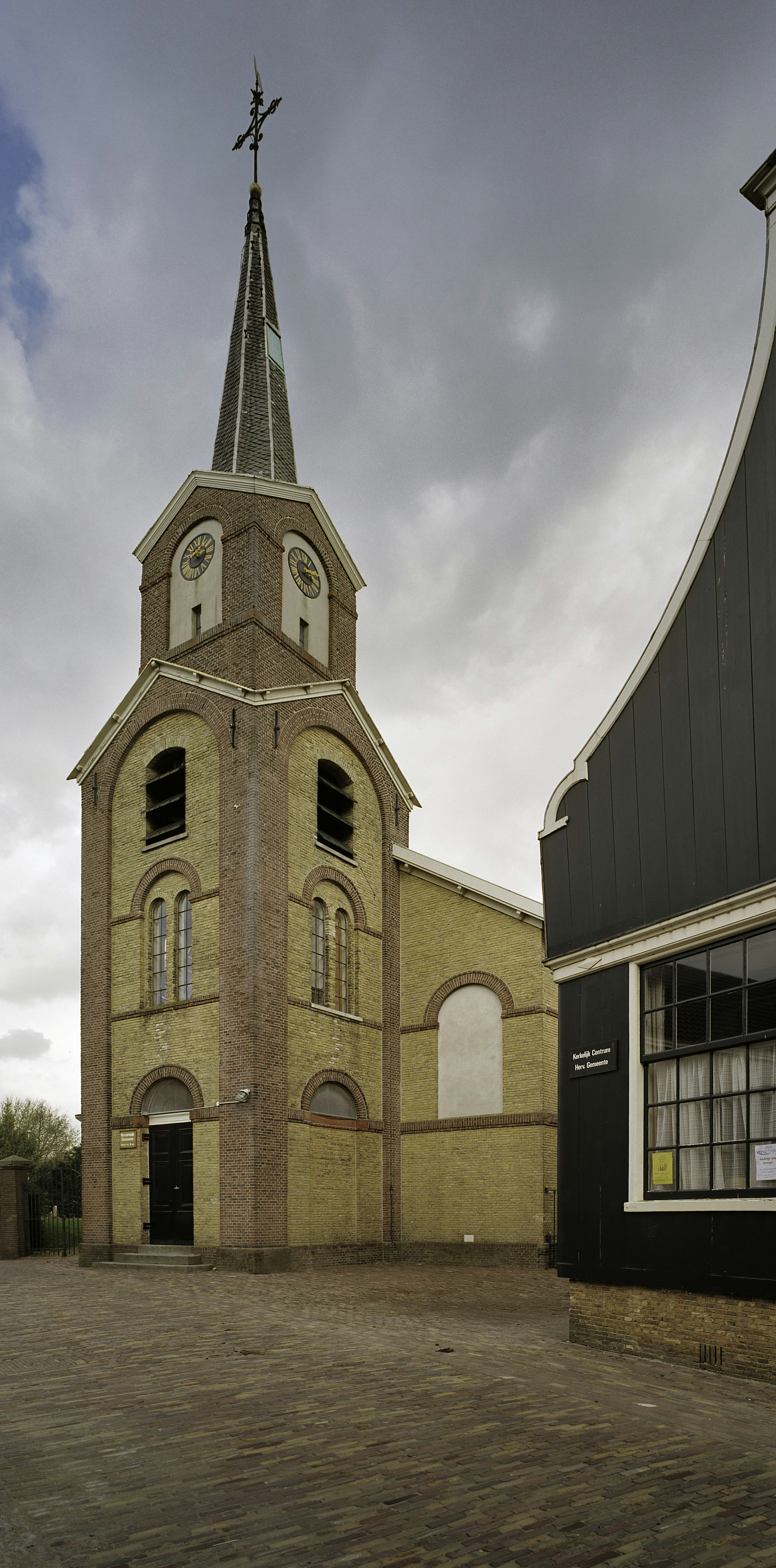
Nieuwendammerkerk aan het Brede Kerkepad.

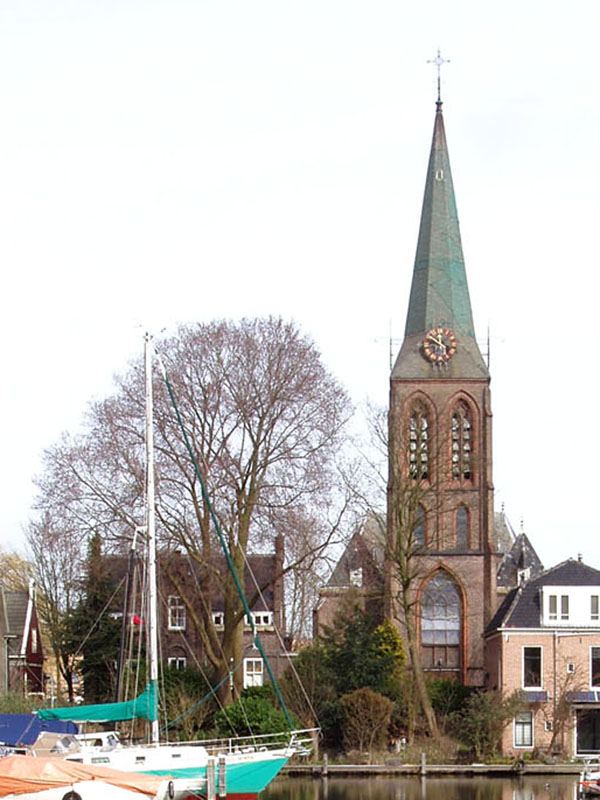
Rooms-Katholieke Augustinuskerk, gebouwd 1882-1889 (rijksmonument).

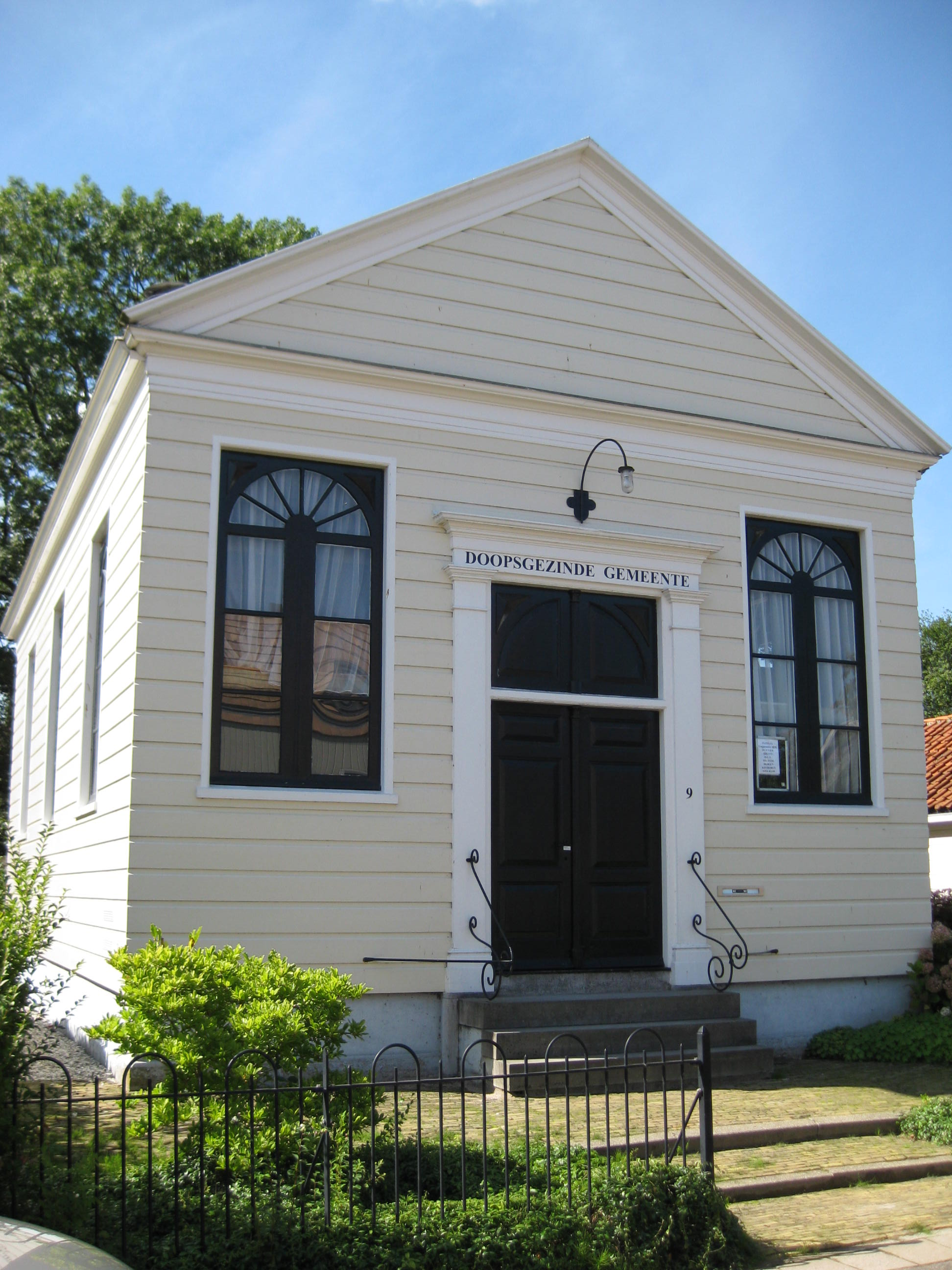
Meerpad 9, Geheel van hout gebouwde Doopsgezinde kerk uit 1843.

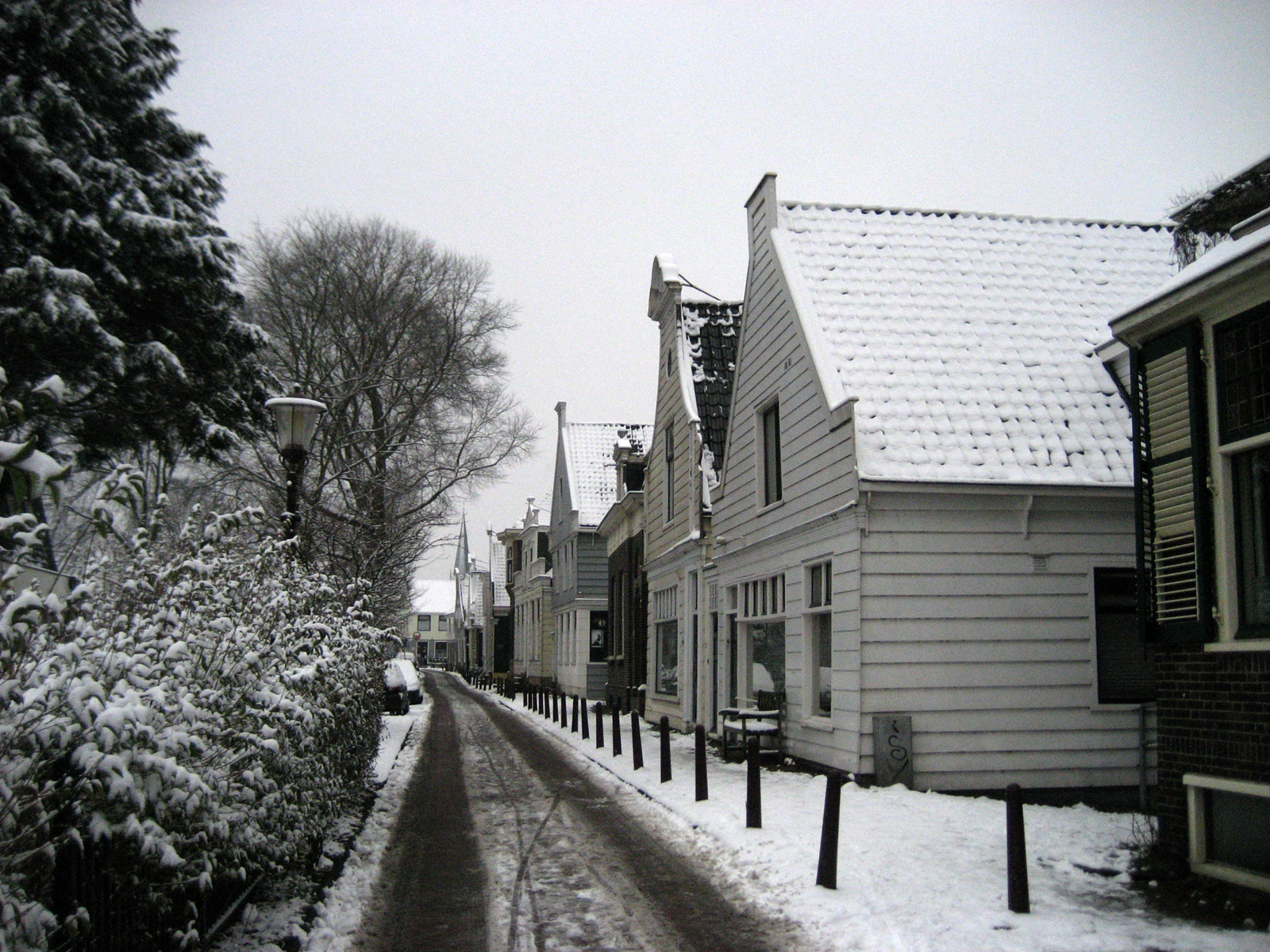
Nieuwendammerdijk in wintertooi.

Nieuwendam ligt in het stadsdeel Amsterdam-Noord van de gemeente Amsterdam in de Nederlandse provincie Noord-Holland.
De naam is ontstaan toen hier in 1516 na een dijkdoorbraak een nieuwe dijk of dam werd aangelegd. Die naam ging over op het daarna ontstane dijkdorp. De huidige wijk Nieuwendam omvat naast het oude dijkdorp, het tuindorp Nieuwendam (gebouwd 1924-1934 en 1948-1955), het tuindorp Buiksloot (omstreeks 1932), de tuinstad Nieuwendam-Noord (1963-1968) en de Buikslotermeer (1966-1975).

## Geschiedenis
Nieuwendam is geheel ingesloten door de bebouwing van de stad Amsterdam. Het ligt aan de Nieuwendammerdijk en was voor 1921 een zelfstandige gemeente.
Het dorp Nieuwendam heeft in de 14e eeuw een voorganger gehad met de naam Zosenerdam. Dit dorp lag wat zuidelijker aan het IJ. Daarvandaan ging een veer naar de overkant. Het dorp is door een stormvloed verzwolgen. Er is daarna meer landinwaarts een nieuwe dijk gelegd. Hier is Nieuwendam ontstaan. Een eerste vermelding van deze naam is uit 1507. Echter, doordat het Buikslotermeer aan de andere kant ook steeds groter werd, bleef slechts een smalle strook land over. Het Buikslotermeer dreigde bij het IJ getrokken te worden. Na de dijkdoorbraak als gevolg van de Sint-Jeronimusvloed werd in 1516 eindelijk een stevige dam tussen het Buikslotermeer en het IJ aangelegd.
Tijdens de Allerheiligenvloed in 1570 brak de dijk opnieuw, nu aan de oostkant van Nieuwendam. Hierdoor ontstond de Schellingwouderbreek. Kort daarop kwam Nieuwendam midden in de gevechtszone van de opstand tegen het Spaanse gezag te liggen. Alle inwoners moesten vluchten. Het merendeel ging naar Monnickendam. Het Spaanse leger verwoestte in 1573 zonder uitzondering alle gebouwen van Nieuwendam. Ook de dijken werden doorgestoken. Nadat Amsterdam, vrijwel ongeschonden, in 1578 ook de kant van Oranje had gekozen, lag Nieuwendam er verwoest en verlaten bij. Met subsidie van Willem van Oranje zijn toen de dijken hersteld. Daarna is de wederopbouw van Nieuwendam begonnen. Door de inpoldering van de Buikslotermeer (1623-1628) werd het gevaar van het water van de andere kant bezworen. Daarna zijn er nog veel watersnoden in Waterland geweest (bijvoorbeeld in 1775, 1825 en 1916) maar het voortbestaan van Nieuwendam is daar niet meer door bedreigd.

### Door de stad ingesloten dorp
Bij de aanleg van het Noordzeekanaal (1872-1877) is ook de Nieuwendammerham, het deel van het IJ ten zuiden van Nieuwendam, ingepolderd. Dit werd grondgebied van Amsterdam. Deze stad legde in 1912-1918 het Vliegenbos aan en daarachter vestigde zich industrie. De laatste watersnood in Waterland was van 1916. Deze was mede aanleiding voor het opgeven van de zelfstandigheid van het dorp. 
Tijdens de voedselschaarste van de Eerste Wereldoorlog ging alle regeringshulp naar de grote steden. Op 14 januari 1918 trok een stoet van hongerige Nieuwendammers naar het huis van de burgemeester en verzochten om aansluiting bij Amsterdam. Drie jaar later, in 1921, werd het dorp bij Amsterdam gevoegd.
Kort daarna werden ten noorden van Nieuwendam Tuindorp Nieuwendam (1924-1934) en Tuindorp Buiksloot (1931-1932) gebouwd. Nieuwendam was nu door de stad ingesloten. Het centrale plein met de winkels van het tuindorp werd het Purmerplein.

## Bestuur
Nieuwendam begon als het zuiderkwartier van de ban Zunderdorp en Nieuwendam. Het 'hoofddorp' Zunderdorp hoorde tot de in 1619 aangegane Waterlandse Unie van dorpen. Al snel hierna werd Nieuwendam groter dan Zunderdorp. In 1658 had Nieuwendam ook meer winkels en arbeidskrachten. Dit leidde tot enige bestuurlijke aanpassingen, maar de ban werd pas gesplitst in 1806, nadat een eerdere breuk nog werd gelijmd. Nieuwendam was maar even op zichzelf, want in 1811 werden de dorpen door het Franse bestuur weer samengevoegd. Nu echter in de 'gemeente Nieuwendam'. Kortstondig (1811-1816) behoorde overigens ook Schellingwoude tot de gemeente Nieuwendam.
De gemeente Nieuwendam raakte sterk verarmd door de watersnood van 1916, waarbij het gebied ten noorden van de Nieuwendammerdijk overstroomde. Mede daarom is Nieuwendam op 1 januari 1921 met de buurgemeenten Buiksloot en Ransdorp opgegaan in de gemeente Amsterdam. Het raadhuis van Nieuwendam was gevestigd aan de Nieuwendammerdijk 323, sinds 1918 Nieuwendammerdijk 321. In 1981 werd het stadsdeel Amsterdam-Noord ingesteld, waar ook Nieuwendam toe behoort.

## Haven
De haven is waarschijnlijk ontstaan rond de overtoom. Deze lag bij het Grote Die, tussen Nieuwendammerdijk 237 en 239. In 1628, na de inpoldering van de Buikslotermeer, is er ten oosten hiervan een schutsluis aangelegd. Deze sluis werd gebruikt door melkschuiten uit Zunderdorp en Ransdorp die hun melk in Amsterdam gingen afleveren. De sluis lag niet in de binnenvaartroute. Die liep via Buiksloot.
Nieuwendam was een veel gebruikte vluchthaven vanaf het IJ, en er lagen altijd wel enige schepen. De eerste vermelding van een scheepsreparatiewerf stamt uit 1636. Ook de graanhandel was vanaf het begin van de 17e eeuw aanwezig. De koopmanshuizen aan de haven (zoals Nieuwendammerdijk 323) hadden een graanopslag op zolder. Wat later kwam hier walvisvaart bij. Er was ook een traankokerij. De haven van Nieuwendam werd echter in zijn groei belemmerd door Amsterdam. Amsterdam trok alle handel naar zich toe. Industriële activiteiten kregen meer kans. In de 18e eeuw stonden aan de noordkant van Nieuwendam acht windmolens, onder andere een pelmolen, een loodwitmolen en een houtzaagmolen. Deze molens zijn allemaal verdwenen maar het Nieuwendammer Molenpad herinnert hier nog wel aan.
Toen de macht van Amsterdam in de 19e eeuw was afgenomen, kon de scheepsbouw opbloeien. In de Grote Haven van Nieuwendam groeide in de loop van de 19e eeuw de scheepswerf Concordia van de gebroeders Meursing uit tot een grote werf. Hier werden aan het eind van de 19e eeuw klippers gebouwd. Rond 1900 kwam de werf in het bezit van H. Bernhard Nz. en ging Het Jacht heten. Hier werden onder meer dekschuiten en sleepboten gebouwd. Gerardus de Vries Lentsch (geb. 1841), timmerman bij de gebroeders Meursing, bouwde vanaf 1875 loodsvletten en melkschuitjes vanuit zijn huis op het Molenpad 26. Na 1878 had hij ook een werf op het buitendijkse terrein naast Het Jacht, en in 1895 verwerft hij het terrein van houtzaagmolen De Hoop (Molenpad 16) aan de noordzijde van de Kleine Die. Diens zoon Gijs De Vries Lentsch begint daar omstreeks 1905 zijn werf "De Halve Maan". De huidige stenen kwakel aan het Molenpad ligt op de plek van de oude toegangsbrug (ook een kwakel) naar deze werf, die later ook de Binnenwerf werd genoemd ter onderscheid van de werven aan de IJ-zijde van de dijk. Zo was daar in de Kleine Haven naast Concordia / Het Jacht vanaf 1904 tot 1972 scheepswerf "Het Fort" van de al genoemde Gerardus de Vries Lentsch gevestigd, na aankoop van het buitendijkse terrein in de haven dat volgens de overlevering naar oude fortificaties van de Watergeuzen Het Fort werd genoemd. De werf was gespecialiseerd in houten schepen zoals sloepen en reddingsboten, maar later werden er ook stalen motorjachten, motorsailers en zeiljachten gebouwd. In 1973 werd het grootste aluminium motorjacht ter wereld (Captiva II) te water gelaten. Gerard de Vries Lentsch Jr., zijn broer Willem Sr. en Willem Jr. waren allen Olympische wedstrijdzeilers. In 1972 werd "Het Fort" overgenomen door De Vries Lentsch-Leopold BV onder directeurschap van Jan de Vries Lentsch III (overleden 13 september 2010). Op 17 juni 1975 vroeg Jan de Vries Lentsch III het faillissement van de werf aan. De stenen bouwloods werd later omgebouwd tot werfwoningen.
In de 19e eeuw bloeide ook de graanhandel op. Hiervoor zijn in 1870 een houten pakhuis (Nieuwendammerdijk 262) en in 1886 het stenen pakhuis van firma Wed. K. Cleyndert, Nieuwendammerdijk 248-250 'Insulinde' gebouwd. Beide zijn nu omgebouwd tot woningen.

## Bebouwing
In 1573 verwoestte het Spaanse leger alle huizen van Nieuwendam. De wederopbouw kwam pas na 1581 op gang. Binnendijks (aan de noordkant) werden toen weer houten huizen met rieten daken gebouwd. Vanwege brandgevaar zijn rieten daken in de loop van de 17e eeuw verboden. In 18e eeuw werden de huizen vaak voorzien van klokgevels volgens de bouwstijl uit die tijd. Het was een populaire plek voor gepensioneerde kapiteins om te gaan wonen. Er was toen nog vrij zicht op het IJ en men kon dus de grote zeilschepen in de verte zien. Het werd wel de 'kapiteinshemel' genoemd.
Houten huizen met klokgevels zijn het meest bijzonder van de bebouwing van Nieuwendam. In totaal zijn 40 houten huizen rijksmonument. De houten gevels werden wegens houtrot wel vervangen. De nieuwe gevel werd dan volgens de laatste mode vormgegeven. Veel van de gevels stammen hierdoor uit de 19e eeuw. Dit zijn vaak klokgevels. Enkele hebben unieke friezen in empirestijl zoals van Nieuwendammerdijk 359.
Aan het eind van de 19e eeuw maakte Nieuwendam een grote groei door. De bebouwing breidde zich in rap tempo uit in alle richtingen. Er kon toen ook buitendijks gebouwd worden omdat het IJ inmiddels van de Zuiderzee afgesloten was. Aanvankelijk werden nog traditionele houten huizen gebouwd, maar later steeds meer bakstenen huizen. Een voorbeeld hiervan zijn de ziekenappartementen uit 1875 in neoclassicistische bouwstijl (Nieuwendammerdijk 300-308), die de arts Johann Georg Mezger hier liet bouwen op grond die hem was geschonken door prinses Sophia van Zweden, als dank voor de behandeling van haar oudste zoon Gustaaf. Er werden zelfs wel houten huizen met klokgevels gesloopt om er een stenen huis voor terug te bouwen. Veel stenen huizen zijn gebouwd aan de westzijde en de oostzijde van de Nieuwendammerdijk en aan het Meerpad, waardoor Nieuwendam toen sterk is gegroeid. Deze bebouwing is grotendeels bewaard gebleven.
In het begin van de 20e eeuw wilde de gemeente Nieuwendam uitbreiden met arbeiderswoningen en villa's ten noorden van de Nieuwendammerdijk. Dit werd mogelijk door bijdragen van de rijksoverheid, die op basis van bepalingen uit de nieuwe Woningwet meebetaalde aan sociale woningbouw, als er werd gebouwd door erkende woningbouwverenigingen. Daarom werd in Nieuwendam de Bouwvereeniging Nieuwendams Belang opgericht, met burgemeester mr. dr. J. Versteeg als voorzitter. Pas in 1915 kon worden begonnen met de bouw, ter hoogte van de huidige Nieuwendammerstraat/ hoek Molengouw. Door de watersnoodramp van 1916 en de Eerste Wereldoorlog stokte de bouw. Na de annexatie van Nieuwendam door de gemeente Amsterdam werd een nieuw plan gemaakt, dat resulteerde in het Tuindorp Nieuwendam zoals we dat nu kennen. Het werd gebouwd tussen 1924 en 1934.
Na de Tweede Wereldoorlog diende zich een nieuwe periode van woningnood aan. Het Algemeen Uitbreidingsplan uit 1935 voorzag al in nieuwbouw ten westen van de Nieuwendammerstraat. In 1949 waren de Airey-woningen van architect J.F. Berghoef rond het Enkhuizerplein de eerste naoorlogse woningen die werden gebouwd in Nieuwendam. Direct hierop volgde de bouw van een omvangrijke uitbreiding met bakstenen eengezinswoningen rond de Purmerweg en Molengouw, volgens een stedenbouwkundig plan van Jakoba Mulder, een architecte in dienst van de gemeentelijke dienst Stadsontwikkeling.
In 1964 werd begonnen met de uitbreiding van Nieuwendam in noordelijke richting. Hier ontstond de wijk Nieuwendam-Noord.

### Straatnamen
Straatnamen in Nieuwendam hebben veelal te maken met plaatsnamen in Noord-Holland, Nederlandse eilanden en natuurmonumenten.

### Kerken
De Protestantse Nieuwendammerkerk uit 1849 aan het Brede Kerkepad 8 is gebouwd in de neoclassicistische bouwstijl. In de toren hangt een 17e-eeuwse klok en in de kerk staan een 17e-eeuwse kerkenkist en preekstoel uit de kerk die al eerder op deze plek stond. De kosterij naast de kerk was vroeger weeshuis. Dit houten gebouw dateert uit de 17e eeuw. De klokgevel stamt uit de vroege 19e eeuw en heeft een fries in empirestijl. Ook aan het Brede Kerkepad staat de voormalige school van Nieuwendam uit 1880. De Rooms-Katholieke Augustinuskerk (Nieuwendammerdijk 227) is ontworpen door de architect Alfred Tepe in de neogotische bouwstijl, samen met de pastorie ernaast. Deze kerk, uit 1889, is in 2014 door het bisdom buiten gebruik gesteld en wacht op een nieuwe bestemming. De Doopsgezinde kerk uit 1843 aan het Meerpad is geheel in hout gebouwd in de neoclassicistische bouwstijl. De Noach-kerk uit 1935 aan de Nieuwendammerdijk functioneert niet langer als kerk. Er zijn nu kantoren en woonhuizen. Ook de Lutherse kapel 'Op de Dijk' (Nieuwendammerdijk 72-74) uit 1951 is verbouwd tot woonhuis.

## Rietland
Het Rietland ligt ten zuiden van oostelijk deel van de Nieuwendammerdijk. Het heeft lang gefunctioneerd als voorland ter bescherming van de dijk. Bij de aanleg van het Noordzeekanaal is het ingepolderd. Aanvankelijk werd het gebruikt voor de teelt van aardappelen, uien en bieten. Rond 1930 werd in de oosthoek een industrieterrein aangelegd met onder meer grote tanks voor opslag van waterglas. In 1949 werd de nu nog bestaande scheepswerf Oranjewerf opgericht. Door de uitbreiding van de chemische fabriek Ketjen in 1956 is de volledige strook van het Rietland langs het IJ af gegaan. Voor deze uitbreiding is het zijkanaal naar Nieuwendam verlegd met de knik die er nu nog in zit. Voor die tijd kon men vanuit de haven van Nieuwendam het IJ zien.
In 1957 is aan de oostzijde van Nieuwendam een boogbrug gebouwd. Het was de bedoeling om hier onderdoor een weg aan te leggen in het verlengde van de Zuiderzeeweg door het Rietland en het Vliegenbos naar de Meeuwenlaan. Het zijkanaal naar Nieuwendam zou dan overbrugd moeten worden. Dit laatste werd door de Raad van State niet toegestaan omdat dit een te grote belemmering van de toegang tot de haven zou betekenen. De weg is er nooit gekomen en onder de brug staat nu water.
Het resterende Rietland werd bestemd tot park. Het zou tot 1983 duren voordat dit daadwerkelijk gerealiseerd werd.

## Geboren
- Gerard de Vries Lentsch (1883-1973), olympisch zeiler en scheepsmaker
- Piet van Nek sr. (1885-1914), wielrenner
- Willem de Vries Lentsch (1886-1980), jachtbouwer en wedstrijdzeiler
- P.J. Witteman (1892-1972), politicus
- Klaas van Nek (1899-1986), wielrenner
- Nico Witteman (1900-1982), beeldhouwer, edelsmid en glasschilder
- Gerrit Visser (1903-1984), eerste Nederlandse profvoetballer
- Piet van Nek jr. (1916-1961), wielrenner
- Piet Hendriks (1918-2000), acteur
- Willem de Vries Lentsch jr. (1919-2007), jachtbouwer en wedstrijdzeiler
- Aart Staartjes (1938-2020), acteur
- Carry Tefsen (1938), actrice

## Afbeeldingen

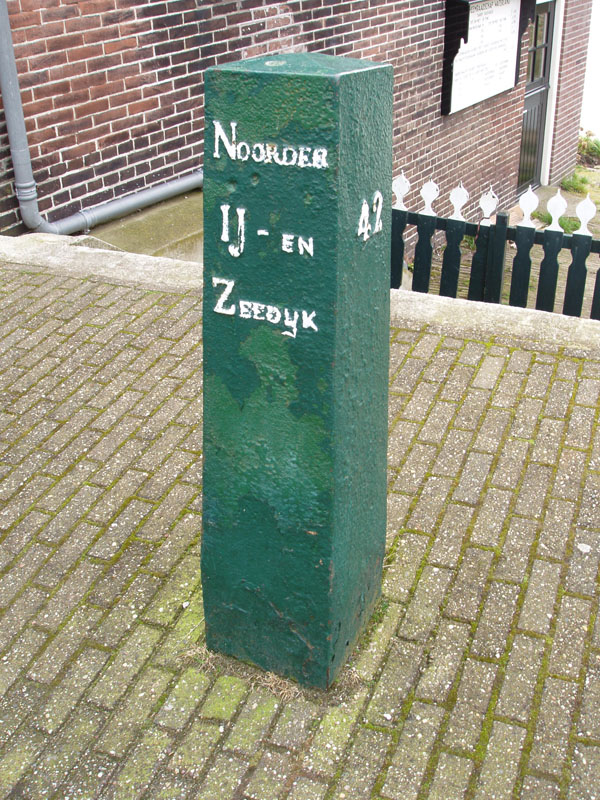
Kilometerpaal van de Noorder IJ- en zeedijk uit 1860 bij de schutsluis van Nieuwendam
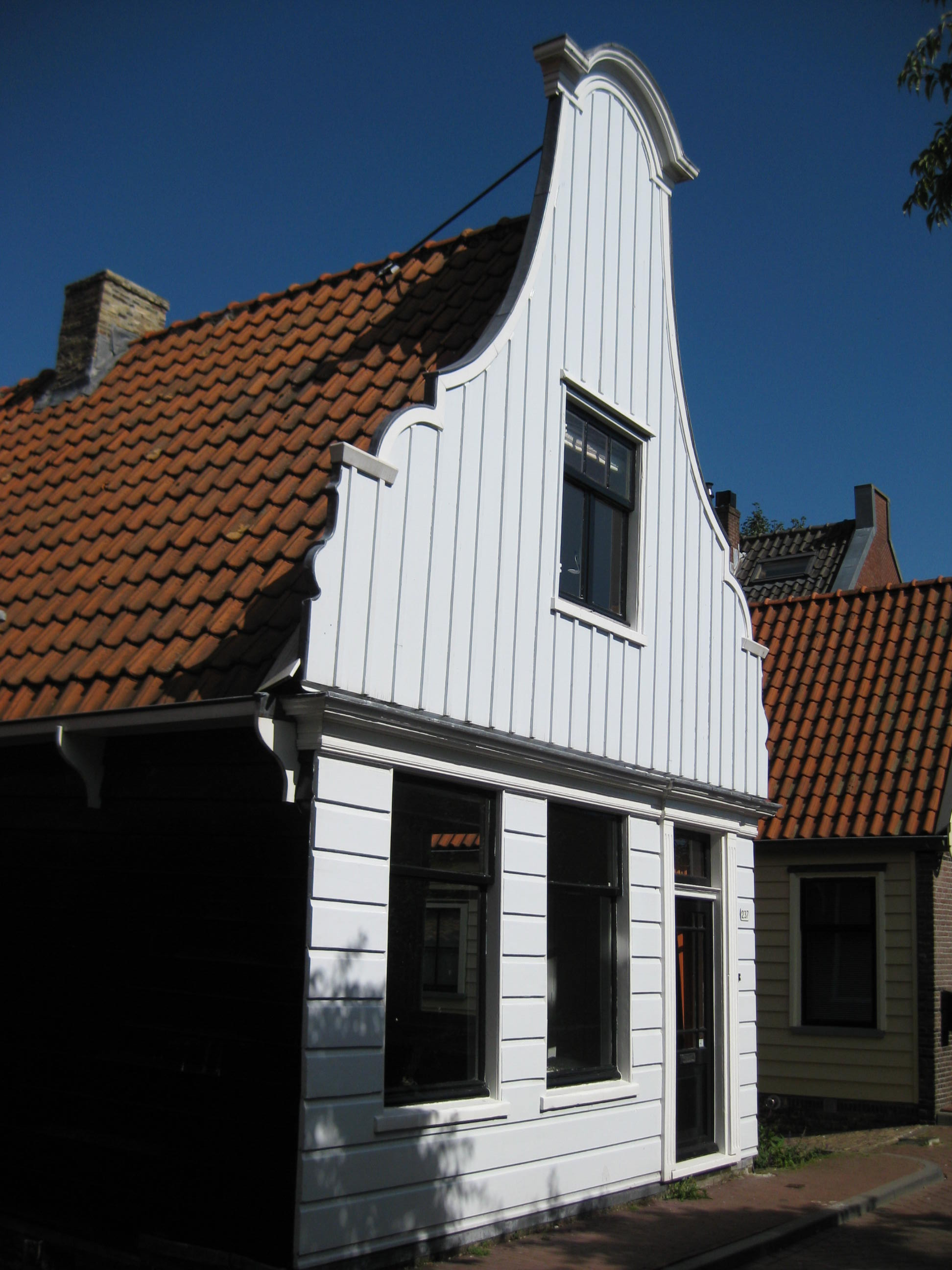
Nieuwendammerdijk 237, 17de-eeuws houten dijkhuis met 19de-eeuwse klokgevel naast de overtoom
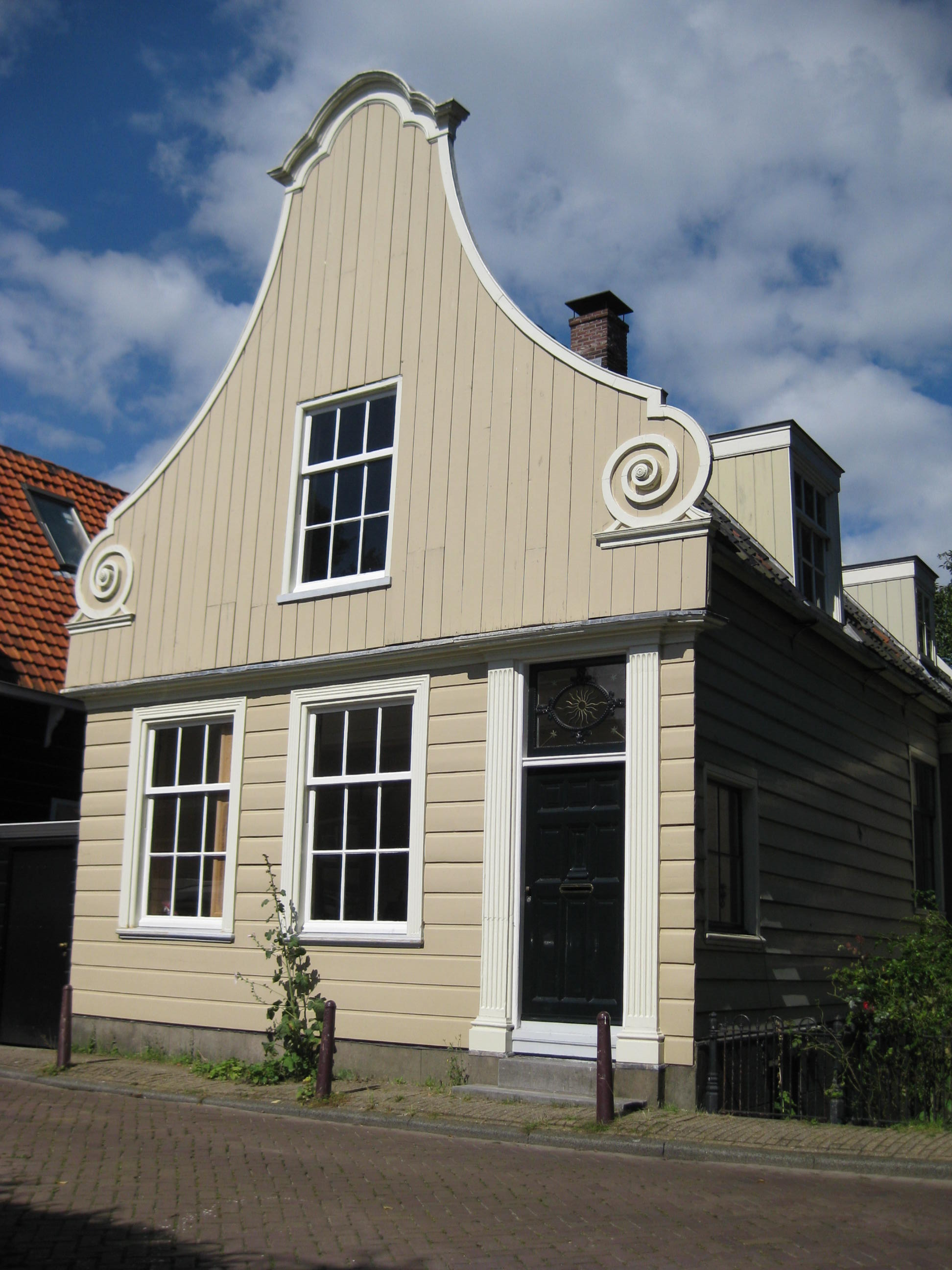
Nieuwendammerdijk 307, 17de-eeuws houten dijkhuis met 18de-eeuwse klokgevel aan de haven
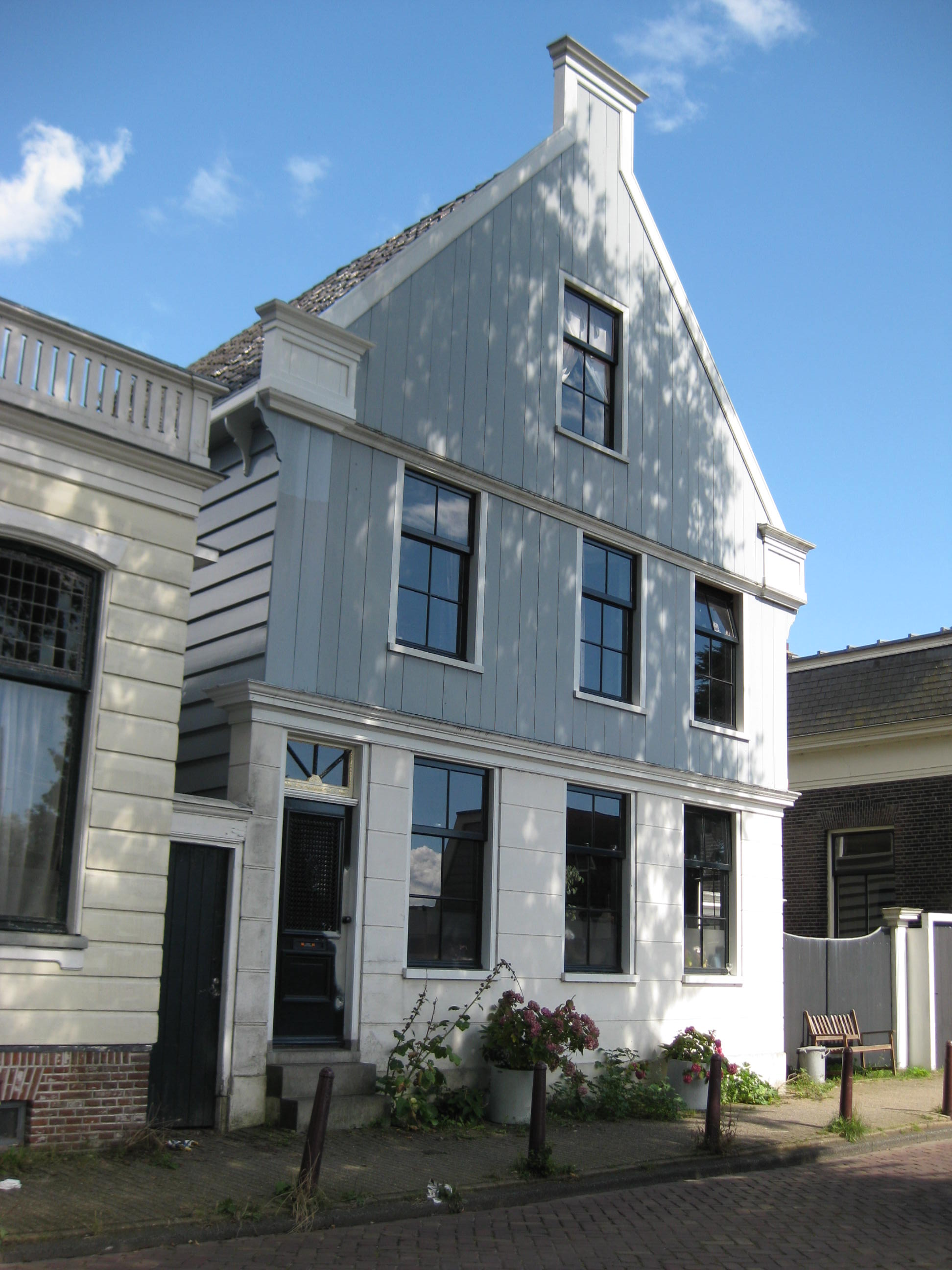
Nieuwendammerdijk 323, 17de-eeuws houten dijkhuis met 19de-eeuwse tuitgevel aan de haven
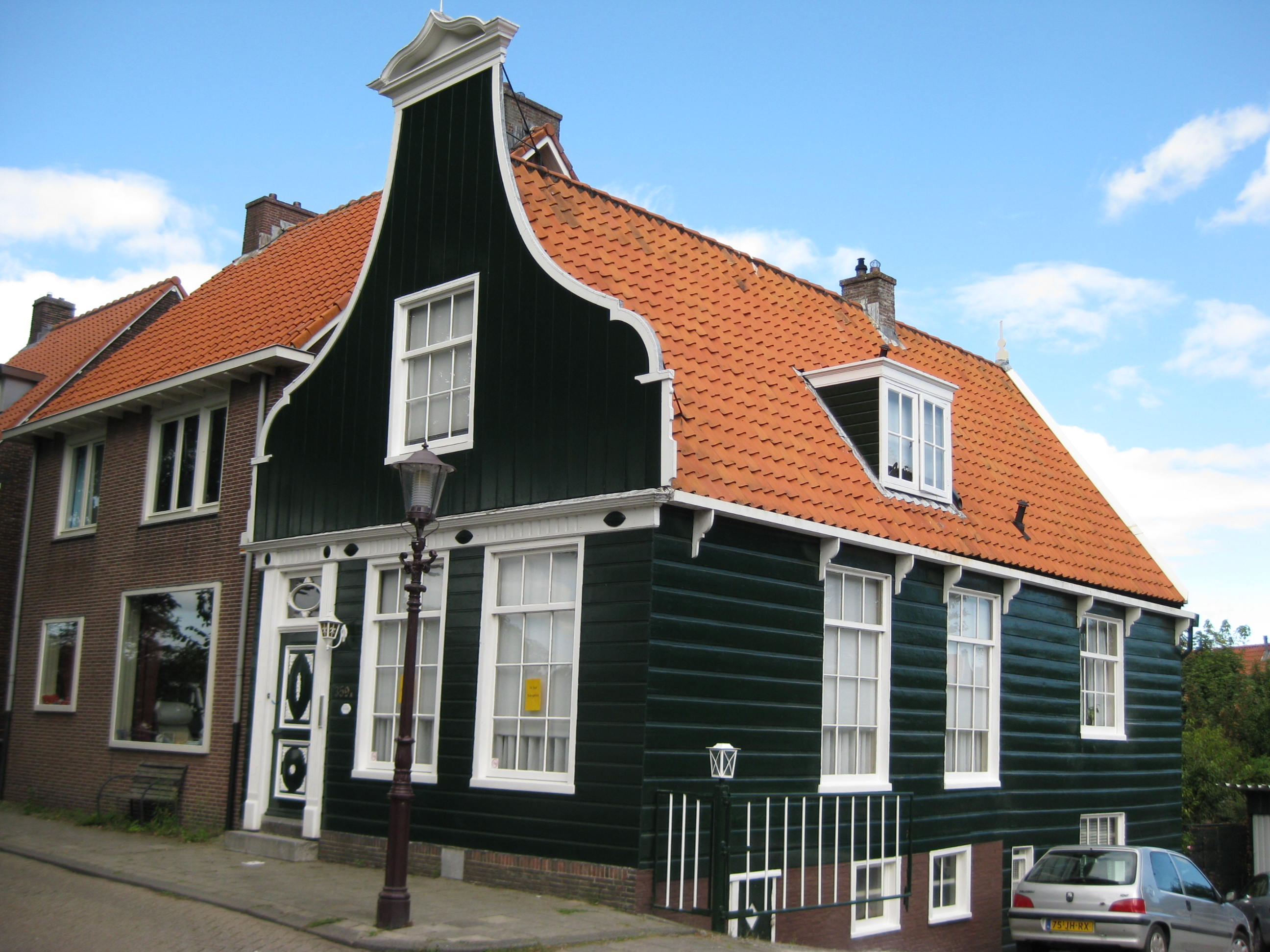
Nieuwendammerdijk 359 met een 19de-eeuwse klokgevel en onderpui met fries in empirestijl
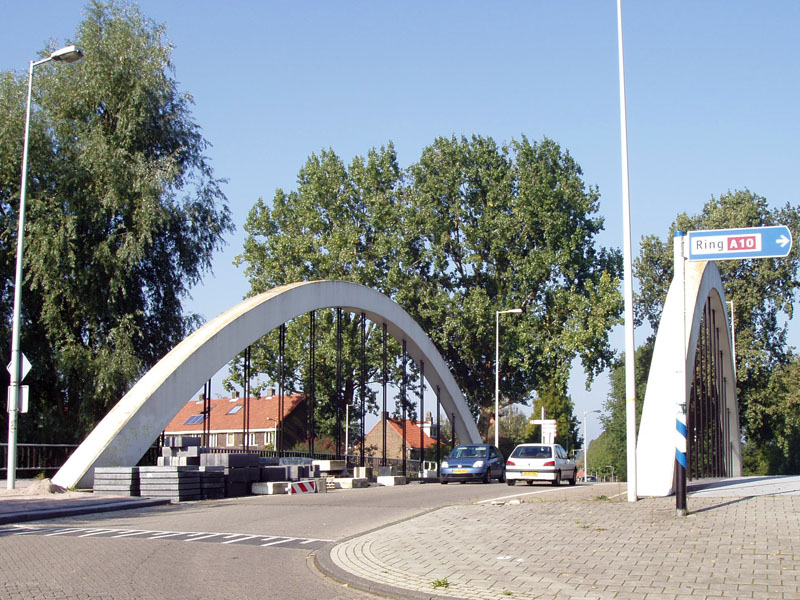
Boogbrug uit 1957 aan oostzijde Nieuwendammerdijk